# Ściborzyce Wielkie
Ściborzyce Wielkie (deutsch Steuberwitz, tschechisch Štibořice) ist eine Ortschaft in Oberschlesien. Der Ort liegt in der Gmina Kietrz im Powiat Głubczycki in der Woiwodschaft Oppeln in Polen.

## Geographie

### Geographische Lage
Das Angerdorf Ściborzyce Wielkie liegt neun Kilometer südlich des Gemeindesitzes Kietrz, 30 Kilometer südöstlich der Kreisstadt Głubczyce (Leobschütz) sowie 93 Kilometer südlich der Woiwodschaftshauptstadt Opole (Oppeln). Nördlich, östlich sowie südlich des Dorfes liegt die Grenze zu Tschechien. Der Ort liegt in der Nizina Śląska (Schlesischen Tiefebene) innerhalb der Płaskowyż Głubczycki (des Leobschützer Lößhügellands). Der Ort liegt linksseitig der Krzanówka.

### Ortsteile
Ortsteil von Ściborzyce Wielkie ist Przysieczna (Wegen).

### Nachbarorte
Nachbarort von Ściborzyce Wielkie ist im Westen Rozumice (Rösnitz). Jenseits des tschechischen Grenze liegen im Norden Třebom (Thröm), im Osten Sudice (Zauditz) und Rohov (Rohow) und im Südwesten Hněvošice (Schreibersdorf).

## Geschichte

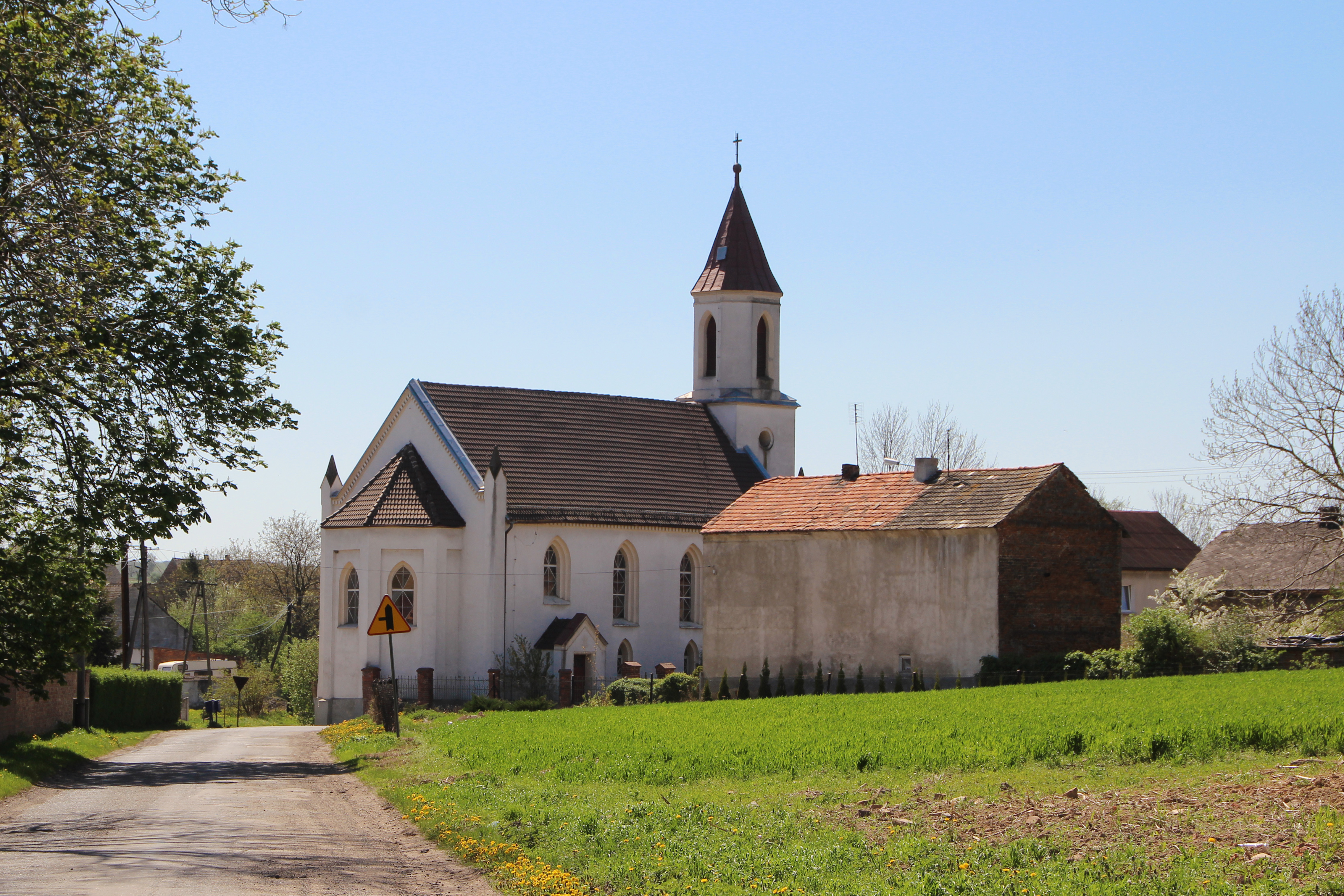
Kirche St. Maria Hilfe der Christen

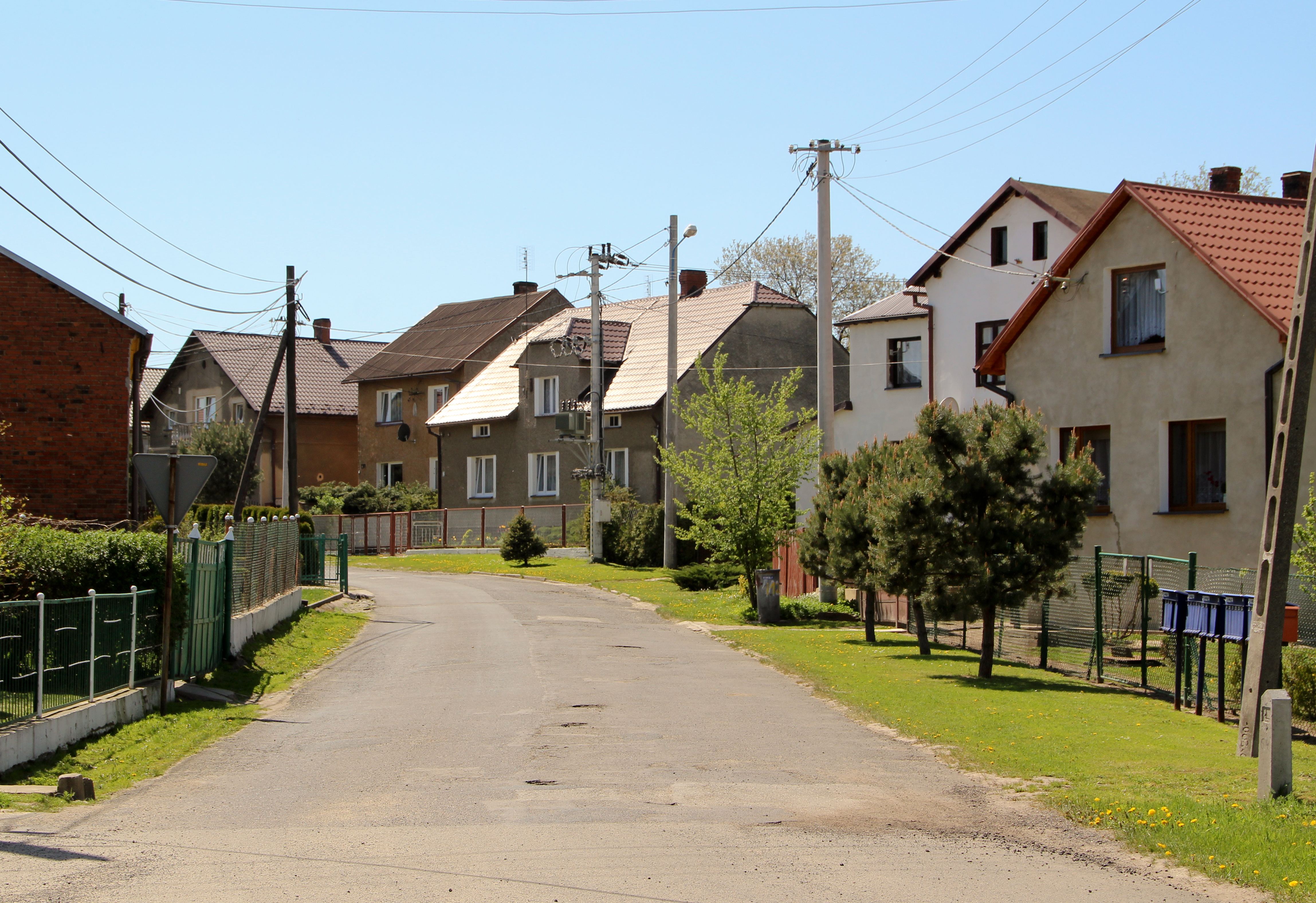
Ortsbild

Der Ort wurde 1220 erstmals als Styboricz erwähnt. 1250 erfolgte erneut eine Erwähnung als Stiboric sowie 1270 als Styboriz und 1377 als Stiblerndorf. Der Ortsname leitet sich vom altslawischen Personennamen Ścibor ab, das Dorf des Ścibor.
Nach dem Ersten Schlesischen Krieg 1742 fiel Steuberwitz mit dem größten Teil Schlesiens an Preußen. 1760 wurde im Ort eine evangelische Schule eingerichtet.
Nach der Neuorganisation der Provinz Schlesien gehörte die Landgemeinde Steuberwitz ab 1816 zum Landkreis Leobschütz im Regierungsbezirk Oppeln. 1845 bestanden im Dorf eine evangelische Schule, eine Wassermühle, eine Windmühle und 83 Häuser. Im gleichen Jahr lebten in Steuberwitz 475 Menschen, davon 37 evangelisch und vier jüdisch. 1861 zählte Steuberwitz 26 Bauern-, acht Gärtner-, 31 Acker- und 38 Häuslerstellen. Die evangelische Schule zählte im gleichen Jahr 150 Schüler. 1874 wurde der Amtsbezirk Piltsch gegründet, welcher die Landgemeinden Piltsch, Rösnitz und Steuberwitz umfasste.
Bei der Volksabstimmung in Oberschlesien am 20. März 1921 stimmten in Steuberwitz 805 Personen für einen Verbleib bei Deutschland und 0 für Polen. Steuberwitz verblieb wie der gesamte Stimmkreis Leobschütz beim Deutschen Reich. 1923 wurden das im Zuge der Grenzregulierung vom Gutsbezirk Rohow abgetrennte Vorwerk Lichtenhof und die Einschicht Wegen eingemeindet. 1933 zählte der Ort 1223 sowie 1939 1174 Einwohner. Bis 1945 gehörte der Ort zum Landkreis Leobschütz. Am 19. März 1945 flüchtete die Bevölkerung in Richtung Sudetenland. Durch Steuberwitz verlief die Front. Innerhalb weniger Tage wechselte der Ort dreimal zwischen der deutschen Wehrmacht und der Roten Armee den Besitzer. Ende März nahm die Rote Armee Steuberwitz endgültig ein. Durch die Kampfhandlungen im Ort wurde 40 % der dörflichen Bebauung zerstört.
1945 kam der bisher deutsche Ort unter polnische Verwaltung, wurde in Ściborzyce Wielkie umbenannt und der Woiwodschaft Schlesien angeschlossen. 1950 wurde Ściborzyce Wielkie der Woiwodschaft Oppeln zugeteilt. 1999 wurde es Teil des wiedergegründeten Powiat Głubczycki. Im Juni 2016 wurde das Dorf mehrmals nach zahlreichen heftigen Regenfällen überflutet.

## Sehenswürdigkeiten

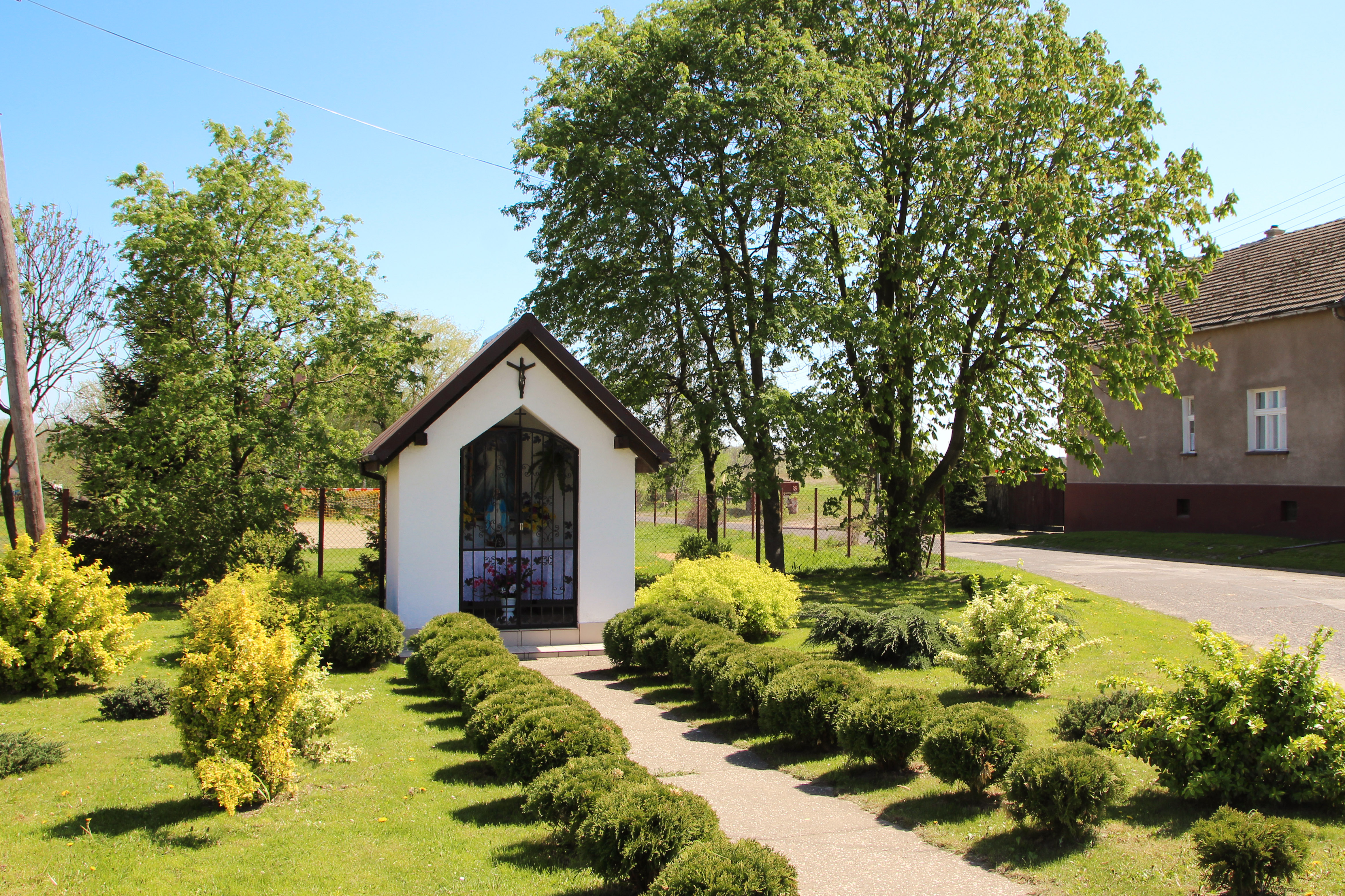
Wegekapelle

- Die Kirche St. Maria Hilfe der Christen (poln. Kościół MB Wspomożenia Wiernych) wurde 1873 errichtet. Bis 1945 diente das Gotteshaus der protestantischen Gemeinde im Ort als Gebetshaus.
- Evangelischer Friedhof mit erhaltenen deutschen Grabmälern
- Steinerne Wegekapelle
- Steinernes Wegekreuz

## Vereine
- Freiwillige Feuerwehr OSP Ściborzyce Wielkie
- Fußballverein KS Polonia Ściborzyce Wielkie